# Frida Imboden-Kaiser
Frida Imboden-Kaiser (Sankt Gallen, 3 juli 1877 - aldaar, 25 april 1962) was een Zwitserse arts.

## Biografie
Frida Imboden-Kaiser werd geboren in 1877 als dochter van Adolf Kaiser. In 1913 huwde zij met psychiater Karl Friedrich Imboden. Ze studeerde geneeskunde aan de Universiteit van Bern en de Universiteit van Genève en behaalde in 1905 een doctoraat. In 1907 opende zij een dokterspraktijk in haar geboortestad Sankt Gallen. In 1909 was zij oprichtster van een kindertehuis, waarvan zij tot 1932 ook voorzitster was. Ze richtte ook een vereniging op ten bate van kinderverzorging, die advies gaf aan jonge moeders en voedsel bereidde voor zuigelingen. Van 1910 tot 1942 was zij voorzitster van die vereniging. Ze was ook medeoprichtster van bestuurslid van Pro Juventute. Vanwege haar activiteiten omtrent kinderverzorging daalde de uitermate hoge kindersterfte in het kanton Sankt Gallen.

## Werken
- (de)  Aus Lebenserfahrung und Erinnerung, 1958.